# IC 2669
IC 2669 је двојна звијезда у сазвјежђу Лав која се налази на листи објеката дубоког неба у Индекс каталогу.
Деклинација објекта је + 13° 25' 47" а ректасцензија 11h 15m 53,1s.